# سون دونگمی
سون دونگمی (انگلیسی: Sun Dongmei؛ زادهٔ ۶ سپتامبر ۱۹۸۳) کشتی‌گیر زن اهل چین بود. وی در بازی‌های المپیک تابستانی ۲۰۰۴ شرکت کرده‌است.